# 火烧身挑战
火烧身挑战 （英文：Fire challenge）是一项挑战活动，是指应用可燃性液体洒在身体后进行燃烧，同时拍摄视频记录。随后张贴到社交媒体。 消防员、警察和媒體對此表示強烈的反對，希望勸阻進行这嘗試的人。 第一个已知的火烧身挑战的视频在2012年上载。 2014年开始得到主流媒体的注意。

## 效果
此挑战完成后通常会导致二级灼傷。有一个来自肯塔基州的青少年参加挑战，挑战后表示挑战后的疼痛"无法忍受"。
除了明顯的灼傷危險之外，許多挑战者不浇熄火焰但周围乱跑，周围的氧令火势更容易蔓延。  另一个危险是挑战者吸入過熱的空气而损害肺部。

## 反应
赫芬顿邮报这样回应： 

"我们基本上说不出话来。虽我們曾与吃燈泡的人聊天，但我们仍然感到震惊。这些人都是训练有素的专业表演，但这似乎是一个被误导的青年。最可怕的是，他不是唯一这样做的人。"
"We're basically speechless. We hang out with guys who eat lightbulbs, and we're still shocked. Granted, those guys are trained professional performers, where as this appears to be a misguided youth. The scariest part is that he's not the only person who is doing this."

凯特琳杜威向华盛顿邮报指出:
"YouTube上有已知的危险、破坏性的和不明智的趋势，但即使是规范，“火烧身挑戰”
達到新低點。"
"YouTube has known its fair share of dangerous, destructive and ill-advised trends, but even by those standards, the "fire challenge" hits new lows."

多个当地和国家消防部门都表示反对火烧身挑战，火烧身挑战往往引来重大的和损害和不可预测性的火灾。